# Ildegízida
La dinastia Ildegízida o dels atabegs ildegízides de l'Azerbaidjan fou una família d'origen esclau que va governar el territori de l'Azerbaidjan i Arran des de 1135/1136 al 1225. Eren els atabegs dels grans sultans seljúcides i com a tals van controlar als sultans del 1160 al 1181. Els seus dominis van passar al xa de Coràsmia Djalal al-Din Manguberti el 1225.

## Història
El fundador de la dinastia, i que li va donar el nom fou Ildegiz (Ildeguz, Eldigiz, Ildegoz i altres variants) que portà el títol de Xams al-Din. Inicialment un esclau cumà va atreure l'atenció del sultà Masud. Ibn al-Athir diu que era esclau de Kamal Somayrami visir del sultà Mahmud II ibn Muhàmmad ibn Màlik-Xah (1117-1131) i que al morir el visir va passar al seu cap Mahmud i després al sultà Masud (1133-1152) que li va donar Arran en feu (ikta) i a la vídua del sultà Toghrul ibn Muhammad com esposa; segurament fou nomenat atabeg del fill d'aquest, Arslanshah ibn Toghrul. Al llarg del seu regnat es va imposar als sultans seljúcides.
Ildegiz va morir el 1175 i el va succeir el seu fill Abu Djafar Muhàmmad Pahlawan ibn Ildegiz Nusrat al-Din Malik al-Alam al-Adil Azam, el qual va proclamar sultà a Toghrul ibn Arslanshah i va conserver el poder de la mateixa que el pare, fins a la seva mort el 1186; el seu germà Kizil Arslan Uthman exercia el poder a l'Arran com a subordinat i a la mort de Muhammad Pahlawan va passar a ser cap de familia (1186-1191) i va usar el títol de Malik al-Muazzam segons consta a una moneda. Fou assassinat el 1191.
El cap de familia fou llavors Nusrat al-Din Abu Bakr ibn Muhammad Pahlawan (1191-1210) amb el títol de Djahan Pahlawan i els de Sultan al-Muazzam (o al-Azam) i Shahanshah al-Muazzam (o al-Azam). Una part dels mamelucs va donar suport a dos germanastres, i encara que va dominar Azerbaidjan no va poder dominar el Jibal on Kutlug Inandj es considerava atabeg amb el suport del seu germà Amir-i Amiran.
Com a resposta al saqueig d'Ani que l'emir d'Ardabil, vassall de l'ildegízida Nusrat al-Din Abu Bakr va dur a terme el 1209 deixant 12.000 cristians morts, l'exèrcit georgià envaï Pèrsia saquejant Julfa, Marand, Tabriz, Meyaneh, Zanjan, Qazvin, arribant fins a Gorgan abans de tornar a Tbilissi. L'atabeg de Gandja i el soldà d'Akhlat entre d'altres, es declaraven en aquest temps vassalls de Tamara i el 1209 l'emirat de Kars, des on podien fer-se atacs a Geòrgia, va ser ocupada i annexada, i Khoy en 1210. Nusrat al-Din Abu Bakr va haver de pagar tribut a Geòrgia i va morir el 1210.
El següent cap de família fou el seu germà Mudhàffar-ad-Din Uzbeg de Hamadan (1210-1225), reconegut a l'Azerbaidjan i Arran. La capital probablement fou Tabriz; va reconèixer la sobirania d'Ala al-Din Muhammad xa de Coràsmia (1217/1218) mals que va abandonar la part del Djibal que conservava, i va pagar tribut al georgians; durant els atacs dels mongols, el 1220/1221 i altre cop el 1221/1222 va poder evitar el saqueig de Tabriz pagant un fort tribut als mongols, encara que van saquejar algunes ciutats del seu territori. Finalment el xa de Coràsmia Djalal al-Din Manguberti va ocupar Tabris (1225) i li va cedir la sobirania, morint poc després quasi com un presoner.
El seu fill Kizil Arslan-i Kamush (així anomenat perquè era sord i mut), casat amb una princesa ahmadílida, es va posar al servei del xa de Coràsmia.

## Llista d'atabegs
- Xams al-Din Ildegiz 1135-1175
- Nusrat al-Din Muhàmmad Pahlawan 1175-1186
- Muzaffar al-Din Kizil Arslan Uthman 1186-1191
- Nusrat al-Din Abu Bakr 1195-1210
- Mudhàffar-ad-Din Uzbeg 1210-1225
- al xa de Coràsmia 1225

### Branca del Djabal
- Kutlugh Inanj 1186-1192, 1193-1194 (1192-1193 a Toghrul ibn Arslanxah)
- Amir-i Amiram Umar 1186-1192 associat (a Arran vers 1193, amb seu a Gandja vers 1196-1197 o 1198)

## Genealogia
- Xams al-Din Ildegiz
  - Nusrat al-Din Muhammed Pahlawan
    - Kutlugh Inanj
    - Nusrat al-Din Abu Bakr
      - Pishkin

    - Mudhàffar-ad-Din Uzbeg
      - Kizil Arslan

    - Amir-i Amiram Umar

  - Muzaffar al-Din Kizil Arslan Uthman